# Crisis (Metal-Band)
Crisis (dt. Krise) war eine US-amerikanische Alternative-Metal-Band aus New York, die im Jahr 1994 gegründet wurde. Die Gruppe nannte sich zwischenzeitlich auch Skullsick Nation.

## Geschichte
Die Band wurde im Jahr 1994 vom Gitarristen Afzaal Nasirudden gegründet. Unter Protest des Originalbassisten, der sich gegen eine Sängerin aussprach, kam Karyn Crisis zur Band. Als neuer Bassist kam kurz darauf Gia Chuan Wang zur Band. Noch im selben Jahr folgte das Debütalbum 8 Convulsions. Der Veröffentlichung folgten einige Auftritte, darunter auch 1995 zusammen mit Morbid Angel und Grip Inc. in New York. Zudem erreichte die Band einen Vertrag bei Metal Blade Records, worüber 1996 hierüber das Album Deathshead Extermination erschien. Mitte des Jahres folgte eine zweimonate Tour durch die USA zusammen mit Pro-Pain und Voivod. Vor der Tour hatte Schlagzeuger Fred Waring die Band verlassen und wurde durch Roy Mayorga ersetzt. Nach wenigen Auftritten wurde dieser wiederum durch Scott Bates ersetzt. Mayorga sollte später unter anderem Soulfly beitreten. Daraufhin folgten Auftritte in Europa zusammen mit Spudmonsters und Kickback. Danach folgten weitere Auftritte in den USA zusammen mit Fu Manchu. 1997 schlossen sich die Aufnahmen zum dritten Album The Hollowing an. Bei den Aufnahmen waren verschiedene Schlagzeuger beteiligt: Neben dem bereits bekannten Roy Mayorga, waren Chris Hamilton, Fred Waring III und Jason Bittner bei den Aufnahmen vertreten, welcher als permanenter Schlagzeuger in der Band bleiben sollte. Als weitere Gastmusiker war auf dem Album unter anderem zudem Sammy Pierre Duet (Acid Bath) und Norman Westberg (Swans) zu hören. Nach Veröffentlichung des Albums trennte sich die Band von Metal Blade Records. Die Band war daraufhin mit dem Lied Captain Howdy auf dem Soundtrack zu Dee Sniders Film Dee Snider’s Strangeland zu hören. Zudem nahm die Band ein vom Keith Falgout produziertes Demo auf, das sechs Lieder umfasste. Im Jahr 1999 kam Jwyanza Kaloji Hobson als zweiter Gitarrist zur Band, während Tony Costanza (Machine Head) das Schlagzeug spielte. In dieser Besetzung folgten einige Konzerte, ehe Christopher J. Olivas als neuer Schlagzeuger zur Band kam, während Costanza Crowbar beitrat. Im Jahr 2002 nannte sich die Band in Skullsick Nation um, woraufhin die Band an ihrem nächsten Album arbeitete. Inzwischen war wieder Roy Mayorga zur Band zurückgekehrt. Im Dezember wurde die Gruppe wieder in Crisis zurückbenannt, ehe im Januar 2003 Marshall Kilpatric (Today Is the Day) als neuer Schlagzeuger zur Band kam, der jedoch im April schon wieder durch Josh Florian ersetzt werden sollte. Nachdem die Band einen Vertrag bei The End Records unterzeichnet hatte, begab sich die Gruppe mit dem Produzenten Billy Anderson in die Desert Moon Studios in Anaheim, Kalifornien, um das Album Like Sheep Led to Slaughter aufzunehmen. Im April 2003 hielt die Band einige Auftritte in New York ab, bevor im Sommer Auftritte zusammen mit Soulfly und Ill Niño folgten. Im September schlossen sich Auftritte zusammen mit Otep und Kittie an. An diesen Auftritten konnte Schlagzeuger Florian jedoch nicht teilnehmen, da er an einen Blinddarmdurchbruch erlitt. Für die Auftritte kam Tino LoSicco zur Band. Bereits im Januar 2005 kam der Australier Ryan Bell zur Besetzung. Für Februar waren Auftritte zusammen mit 3 Inches of Blood geplant, an denen die Band jedoch nicht teilnehmen konnte, da Bassist Chuan Wangs Frau zu dieser Zeit ihr Kind bekommen sollte. Schlagzeuger Bell verließ die Band bereits nach drei Proben die Besetzung wieder. Kurze Zeit später sollte Bell wegen bewaffneten Raubüberfalls in Pennsylvania verhaftet werden. Als neuer Schlagzeuger stieß Justin Arman (Society 1) Im Juni folgten Auftritte zusammen mit M.O.D. und Jacknife. Die Tour musste jedoch aus finanziellen Gründen abgebrochen werden. Im September verließ dann Bassist Chuan Wang die Band, um sich seiner Familie widmen zu können. Im Jahr 2006 gab die Band daraufhin bekannt, dass das Projekt für unbestimmte Zeit auf Eis gelegt wird.

## Stil
Laut Eduardo Rivadavia von Allmusic füllt die Band die Lücke zwischen Faith No More, Killing Joke und Slayer. Der Gesang von Karyn Crisis bewegt sich dabei von melodischem Klargesang und aggressivem, gutturalem Gesang Gesang. Martin Popoff bezeichnete in seinem Buch The Collector’s Guide of Heavy Metal Volume 3: The Nineties das Album Deathshead Extermination als eine Mischung aus Thrash und Death-Metal, mit schwedischem Grindcore. Textlich behandeln die Lieder meist dunkle Themen, wie Blut, Hass, Depression und Selbsthass. Robert Müller vom Metal Hammer verglich den Gesang von Karyn Crisis auf dem Album mit Lydia Lunch und Babes in Toyland. Auf The Hollowing nahmen die Einflüsse laut Martin Popoff aus dem Sludge verstärkt zu, sodass man die Band hierbei mit neueren Werken von Voivod vergleichen könnte. Als Gesangstechnik wird in der Hälfte der Lieder das Growling verwendet. Die Texte sind erneut negativ. Die November-Ausgabe im Jahr 1997 des Metal Hammer bezeichnete das Album als eine Mischung aus „Industrial, Death Metal und Noise-Avantgarde“. Manuela Liefländer ordnete in seiner Rezension zum Album Like Sheep Led to Slaughter die Band dem Hardcore-Punk zu. Die Texte bezeichnete er als apokalyptisch, während Gesang experimentell war, der in seinem Abwechslungsreichtum an Dark Metal erinnerte.
Gitarrist Afzaal Nasiruddeen gab New-Wave-of-British-Heavy-Metal-Bands sowie Post-Industrial-Bands wie Einstürzende Neubauten als Einflüsse an. Vor allem die avantgardistischen Züge dieser Band versuchten er und der übrige Teil der Band umzusetzen.

## Diskografie
- 1994: 8 Convulsions
- 1996: Deathshead Extermination
- 1997: The Hollowing
- 2004: Like Sheep Led to Slaughter